# Kingisepp
Kingisepp (rusky Кингисепп, finsky Jaama) je město ležící v Kingiseppském rajónu v Leningradské oblasti v Rusku. Leží na řece Luze, 137 km západně od Petrohradu a 20 km východně od Narvy. K roku 2002 mělo zhruba 50 tisíc obyvatel.

## Historie
Město bylo založeno roku 1384 jako pevnost s názvem Jam (Ям). Tento název měla až do roku 1703, kdy se město přejmenovalo na Jamburg (Ямбург). Roku 1782 slavný italský architekt Antonio Rinaldi postavil ve městě katedrálu sv. Kateřiny. Město bylo znovu přejmenováno roku 1922 na Kingisepp, podle vůdce estonských komunistů Viktoru Kingisseppovi.

## Partnerská města
- Jõhvi, Estonsko
- Narvik, Norsko
- Sassnitz, Německo
- Raisio, Finsko